# 台北の朝、僕は恋をする
『台北の朝、僕は恋をする』（原題：一頁台北、Au Revoir Taipei）は、2010年に公開された台湾・アメリカ合作の恋愛映画。アーヴィン・チェン（陳駿霖）監督。ジャック・ヤオ（姚淳耀）、アンバー・クォ（郭采潔）主演。
ドイツでは、2010年の第60回ベルリン国際映画祭で上映後、続けてフランスの第11回ドーヴィルアジア映画祭でも上映。後に数々の国際映画祭で公開された。

## ストーリー
恋人がパリに留学することになって寂しい気持ちのカイ。
いつかは自分もフランスに行きたいとフランス語の勉強をする。
そんな時、通っている本屋で勤める可愛らしいスージーと会話を交わすようになっていった。
しかし彼女の心が変わってしまうのではと心配なヤオは、不動産業を営む叔父に頼み金を借りる。
そしてパリに行くことを決めたのだ。
しかし叔父から借金に条件をつけられた。
それは小包を運んでほしいということ。
パリへ行く夜、カイは親友と屋台へ食事に出かけた。
するとそこで書店で働いているスージーと会い、3人で食事をすることになる。
その帰り、小包をねらった叔父の親戚ホンから襲われてしまう。
そこに巻き込まれるスージー。
小包は何なのか？

## 出演
- ジャック・ヤオ（姚淳耀） - 小凱（カイ）
- アンバー・クォ（郭采潔） - スージー
- ジョセフ・チャン（張孝全） - 基永（チーヨン）
- クー・ユールン（柯宇綸） - 阿洪（ホン）
- カオ・リンフェン（高凌風） - 豹哥（パオ）
- ペギー・ツェン（曾珮瑜） - 媛媛
- トニー・ヤン（楊祐寧） - レイモンド
- 楊士平 - 文朝
- ポール・チャン（姜康哲） - 高高（カオ）
- 厳正嵐 - 桃子
- 黄縁文 - 紅毛
- 夏経綸 - 貢丸
- 王博玄 - 斗仔
- 曾子鑑 - 呉興
- 許思晨 - 霏霏